# Priceville (Alabama)
Pour les articles homonymes, voir Priceville.
Priceville est une municipalité américaine située dans le comté de Morgan en Alabama.
Selon le recensement de 2010, sa population est de 2 658 habitants. La municipalité s'étend sur 5,26 milles carrés (13,62 km2).

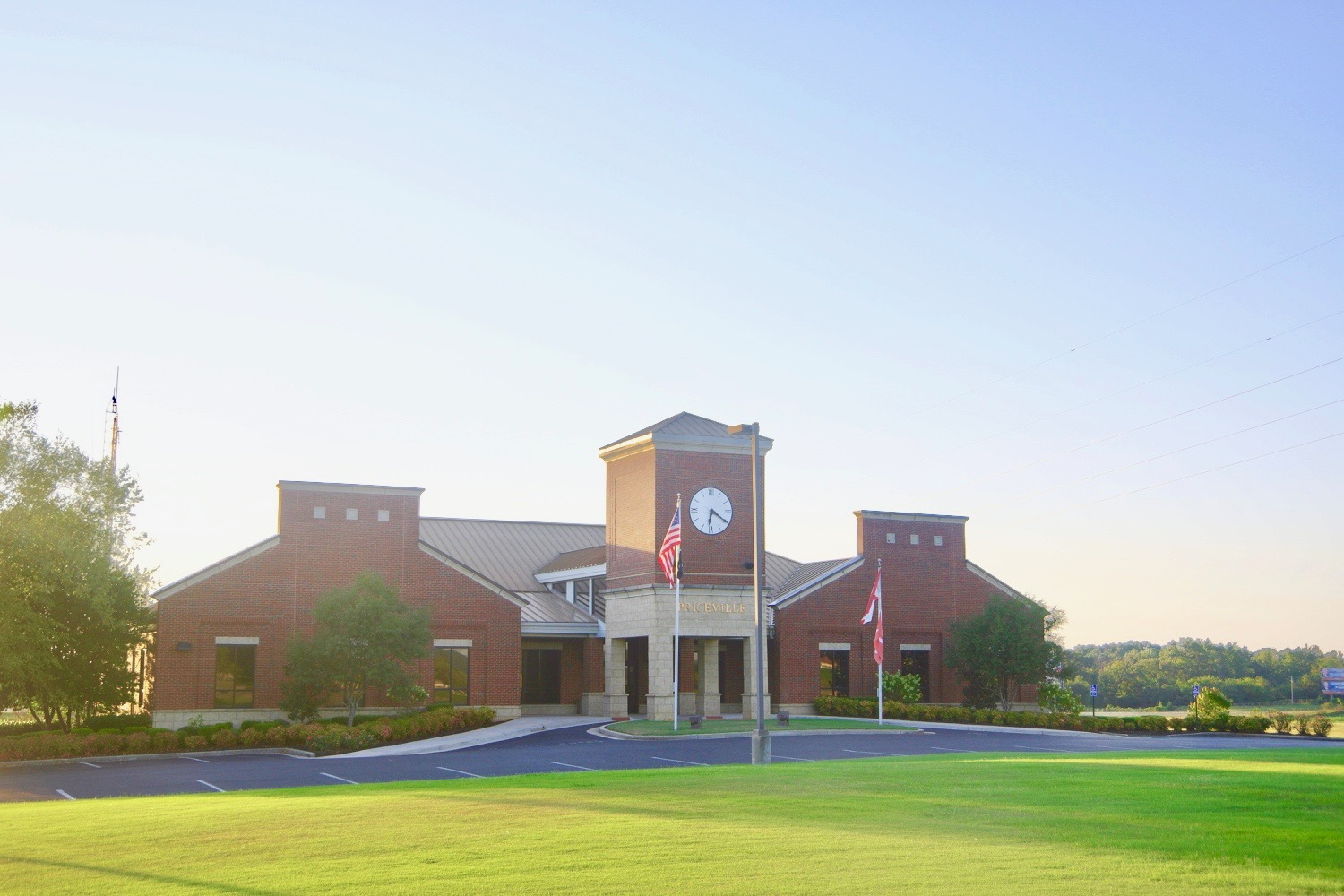
mairie

La ville est nommée en l'honneur de Thomas Price, qui sera notamment clerc de la Chambre des représentants de l'Alabama. Elle devient une municipalité en 1975.

## Démographie
| 1980 | 1990  | 2000  | 2010  |
| ---- | ----- | ----- | ----- |
| 966  | 1 323 | 1 631 | 2 658 |